# Pavel Tyralík
Pavel Tyralík (* 20. května 1964) je český politik a stavební technik, od roku 2006 zastupitel a v letech 2013 až 2018 starosta městské části Brno-Žabovřesky, bývalý člen ČSSD.

## Život
Vystudoval Fakultu stavební Vysokého učení technického v Brně (získal titul Ing.). Živil se jako stavební technik.
Pavel Tyralík žije ve městě Brno, konkrétně v části Brno-Žabovřesky. Má dvě dcery. Mezi jeho koníčky patří kromě kultury hlavně sport, a to lyžování a cyklistika.

## Politické působení
V komunálních volbách v roce 2002 kandidoval jako nestraník za ČSSD do Zastupitelstva městské části Brno-Žabovřesky, ale neuspěl. Zvolen byl až ve volbách v roce 2006, už jako člen ČSSD. Ve volbách v roce 2010 mandát obhájil a v listopadu 2010 se stal radním městské části.
Na podzim 2012 se však dosavadní starosta MČ Marek Šlapal stal radním Jihomoravského kraje a na funkci starosty ke konci roku 2012 rezignoval. Novým starostou byl v prosinci 2012 zvolen právě Tyralík, a to s účinností ode dne 1. ledna 2013. Ve volbách v roce 2014 byl z pozice lídra kandidátky ČSSD opět zvolen zastupitelem a v listopadu 2014 po druhé starostou.
Ve volbách v roce 2018 opět obhájil post zastupitele z pozice lídra kandidátky ČSSD, ale vzhledem ke slabšímu volebnímu výsledku se stal dne 16. listopadu 2018 již jen druhým místostarostou MČ. V pozici starostky jej vystřídala Lucie Pokorná.
V komunálních volbách v letech 2014 a 2018 kandidoval za ČSSD také do Zastupitelstva města Brna, ale ani jednou neuspěl. V krajských volbách v roce 2020 kandidoval za ČSSD do Zastupitelstva Jihomoravského kraje, ale ani v tomto případě neuspěl.
Později z ČSSD vystoupil a ve volbách v roce 2022 kandiduje jako nestraník za hnutí ANO a lídr kandidátky do Zastupitelstva městské části Brno-Žabovřesky.